# Neoclytus pubicollis
Neoclytus pubicollis es una especie de escarabajo longicornio del género Neoclytus, tribu Clytini, subfamilia Cerambycinae. Fue descrita científicamente por Fisher en 1932.

## Descripción
Mide 6-14 milímetros de longitud.

## Distribución
Se distribuye por Cuba.